# Jesse Duplantis
Jesse Duplantis (Nova Orleans, 09 de julho de 1949) é um pastor e autor evangélico estadunidense. É o fundador da Jesse Duplantis Ministries (JDM), uma organização cristã sediada em Nova Orleans, Louisiana, EUA; além de outros escritórios no Reino Unido e Austrália.

## Biografia
Jesse Duplantis, foi criado como católico, cresceu em Houma, no sudoeste da Louisiana. Foi membro da banda Summer Wine, sob o nome de "Jerry Jackson", além de trabalhar como guitarrista suplente para vários grupos de heavy metal. Durante uma turnê de música, passou a se interessar pelo protestantismo depois de ouvir Billy Graham falar sobre a salvação e do amor de Cristo.

## Carreira Evangélica
Duplantis pregou seu primeiro sermão em 1976 na rede Trinity Broadcasting Network. John Hagee certa vez o apresentou como "The Apostle of Joy" (O Apóstolo da alegria) em uma transmissão internacional, frase que se tornou seu slogan profissional. Ele tem sido um ministro de evangelismo em tempo integral desde 1978, tendo pregado por todo o mundo. No livro "Close Encounters of the God Kind" Duplantis escreve sobre seu relacionamento diário com Deus, a realidade da eternidade, perspectivas sobre o Céu e a profundidade da compaixão, do perdão e do amor que Deus tem para a humanidade.

## Prêmios
Em reconhecimento de seus "muitos anos de compartilhar a mensagem de salvação de Deus através de Jesus Cristo para o mundo", Jesse Duplantis recebeu um doutorado honorário do grau Divindade pela Universidade Oral Roberts, em 1999.

## Livros
- Ministry of Cheerfulness. Tulsa, Oklahoma: Harrison House. 1994. ISBN 0-89274-799-4
- Heaven: close encounters of the God kind. Tulsa, Oklahoma: Harrison House. 1996. ISBN 0-89274-943-1
- Breaking the Power of Natural Law: Finding Freedom in the Presence of God. Tulsa, Oklahoma: Harrison House. 1999. ISBN 1-57794-224-8
- Jambalaya for the Soul. Tulsa, Oklahoma: Harrison House. 2000. ISBN 1-57794-304-X
- God Is Not Enough, He's Too Much!. Tulsa, Oklahoma: Harrison House. 2001. ISBN 1-57794-397-X
- Wanting a God You Can Talk to. Tulsa, Oklahoma: Harrison House. 2001. ISBN 1-57794-315-5
- One More Night with the Frogs. Louisiana: Jesse Duplantis Ministries. 2003. ISBN 0-9728712-5-X
- What in Hell Do You Want. Louisiana: Jesse Duplantis Ministries. 2003. ISBN 0-9728712-8-4
- The Battle of Life. [S.l.]: Jesse Duplantis Minstries. 2003. ISBN 0-9728712-2-5
- The Everyday Visionary. [S.l.]: Touchstone. 2008. ISBN 1-4165-4976-5

- Este artigo foi inicialmente traduzido, total ou parcialmente, do artigo da Wikipédia em inglês cujo título é «Jesse Duplantis», especificamente desta versão.

1. ↑  Charisma Christian Life Magazine